# Quốc dân Cách mệnh Quân
Quốc dân Cách mệnh Quân (chữ Hán: 國民革命軍), đôi khi gọi tắt là Cách mệnh Quân (革命軍) hay Quốc Quân (國軍), là lực lượng quân sự của Trung Quốc Quốc dân Đảng từ năm 1925 đến năm 1947 ở Trung Hoa Dân Quốc. Được thành lập và phát triển trở thành lực lượng quân sự chính quy của Trung Hoa Dân quốc dưới quyền lãnh đạo của Quốc dân Đảng vào đầu năm 1928, Quốc dân Cách mệnh Quân được đổi tên thành Trung Hoa Dân quốc Quốc quân (中華民國國軍) từ sau Hiến pháp 1947, sau khi thiết lập nguyên tắc dân sự kiểm soát quân đội.
Được tổ chức ban đầu với sự hỗ trợ của Liên Xô như một công cụ để cho Quốc dân Đảng tiến hành thống nhất Trung Quốc trong Thời kỳ Quân phiệt, lực lượng Cách mệnh Quân tiến hành những cuộc chiến lớn trong Chiến tranh Bắc phạt chống lại Quân Bắc Dương, trong Chiến tranh Trung-Nhật (1937–1945) chống lại Quân đội Đế quốc Nhật Bản và trong cuộc Nội chiến Trung Quốc chống lại Quân Giải phóng Nhân dân Trung Quốc.
Trong Chiến tranh Trung-Nhật, các lực lượng vũ trang của Đảng Cộng sản Trung Quốc đều chiến đấu chống Nhật trên danh nghĩa của Quốc dân Cách mệnh Quân dù vẫn giữ nguyên hệ thống chỉ huy của mình. Tuy nhiên, ngay sau khi chiến tranh kết thúc, các lực lượng chính quy cộng sản đã tách ra để thành lập Giải phóng Quân Nhân dân Trung Quốc. Với Hiến pháp Trung Hoa Dân quốc 1947 và kết thúc thời kỳ Đảng trị của Quốc dân Đảng, Quốc dân Cách mệnh Quân được đổi tên thành Quốc quân Trung Hoa Dân Quốc (中華民國國軍), với phần lớn các lực lượng của nó hình thành Quân đội Đài Loan, sau khi triệt thoái khỏi Đại lục đến Đài Loan năm 1949.

## Lịch sử

### Đảng lãnh đạo quân đội

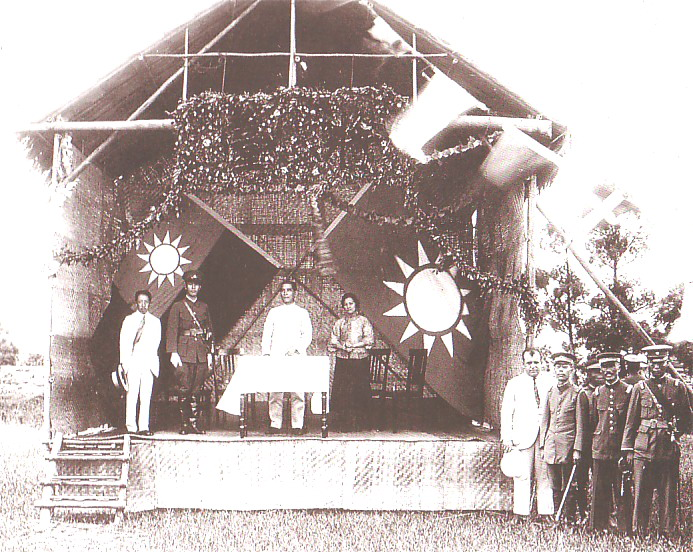
Tôn Trung Sơn (đứng sau bàn) và Tưởng Giới Thạch (mặc quân phục) trong lễ thành lập Trường Quân sự Hoàng Phố năm 1924.

Tôn Trung Sơn về danh nghĩa lãnh đạo chính phủ Hộ pháp quân ở Nam Trung Quốc, nhưng trên thực tế phải dựa vào thực lực quân sự của các quân phiệt phương Nam. Sau sự biến ngày 16 tháng 6, khi quân phiệt Trần Quýnh Minh làm binh biến, tấn công phủ Tổng thống, Tôn hiểu rằng các quân phiệt luôn muốn duy trì tình trạng cát cứ, không muốn thống nhất, vì vậy, ông quyết định phải xây dựng một lực lượng vũ trang của riêng Quốc dân Đảng để làm nòng cốt quân sự vũ lực thống nhất Trung Quốc. Năm 1924, sau khi từ Liên Xô về, Tôn thành lập trường Quân sự Hoàng Phố tại Quảng Châu. Tháng 2 năm 1925, lực lượng vũ trang của Quốc dân Đảng với nòng cốt chỉ huy là các sĩ quan trường Hoàng Phố đã đánh bại quân phiệt Trần Quýnh Minh, triệt tiêu toàn bộ thế lực quân phiệt tại Quảng Đông, xây dựng căn cứ địa phát triển thế lực.
Sau khi Tôn Trung Sơn qua đời, tháng 7 năm 1925, Hộ pháp chính phủ tại Quảng Châu cải tổ lại thành Quốc dân chính phủ, quyết tâm thực hiện đường lối thống nhất Trung Quốc mà Tôn để lại, thành lập cơ quan lãnh đạo quân sự tối cao là Quân ủy Hội. Ngày 18 tháng 8 năm 1925, Quân ủy hội ra quyết định giải thể các đội quân địa phương, thống nhất danh xưng Quốc dân Cách mệnh Quân, gọi tắt là Quốc quân, tổ chức quân sự theo những nguyên tắc cơ bản của Chủ nghĩa Tam Dân, gần như hợp nhất các vai trò lãnh đạo nhà nước và quân đội vào tay Quốc dân Đảng. Ban đầu, lấy các đơn vị do sĩ quan xuất thân học viên trường Hoàng Phố là chủ lực, biên chế thành 6 đơn vị cơ bản gọi là Quân (tương đương quân đoàn, đánh số từ 1 đến 6. Trong đó, lực lượng của trường Hoàng Phố gọi là Đệ Nhất quân, do Tưởng Giới Thạch làm Quân trưởng; Kiến quốc Tương quân (quân địa phương Hồ Nam) cải tổ thành Đệ Nhị quân, Kiến quốc Điền quân (quân địa phương Vân Nam) cải tổ thành Đệ Tam quân, Kiến quốc Việt quân (quân địa phương Quảng Đông) cải tổ thành Đệ Tứ quân, Phúc quân (quân địa phương Quảng Châu, Hà Nam do Lý Phúc Lâm chỉ huy) cải tổ thành Đệ Ngũ quân. Tổ chức ở cấp quân đoàn, sư đoàn đều bắt chước tổ chức của Liên Xô, thành lập Chính trị bộ và chức vụ Chính ủy (gọi là Đại biểu Đảng).
Mặc dù có nòng cốt là các sĩ quan học viên Hoàng Phố, nhưng chính phủ Quốc dân chỉ mới khống chế được Quảng Châu, so thế lực với quân phiệt các tỉnh hãy còn kém xa. Vì vậy, để nhanh chóng tăng cường quân lực, chính phủ Quốc dân chủ trương tiếp thu thêm các lực lượng vũ trang địa phương. Tháng 1 năm 1926, sáp nhập các lực lượng Công Ngạc quân của Hồ Nam, Cảnh vệ quân của Ngô Thiết Thành, Triều Mai quân của Quảng Đông, thành lập Đệ Lục quân, do Trình Tiềm là Quân trưởng. Tháng 3, thu nạp thêm lực lượng quân phiệt Tân Quế hệ ở Quảng Tây cải tổ thành Đệ Thất quân, do Lý Tông Nhân làm Quân trưởng. Tháng 6, lực lượng quân phiệt Hồ Nam của Đường Sinh Trí bị Ngô Bội Phu đánh bại, quy phục chính phủ Quốc dân, được cải tổ thành Đệ Bát quân.
Tám lộ quân ban đầu của Quốc dân Cách mệnh Quân vào giữa năm 1926 (Bát cá quân):
| TT | Phiên hiệu          | Tư lệnh        | Chính ủy          |
| -- | ------------------- | -------------- | ----------------- |
| 1  | Đệ Nhất quân 第一军 | Hà Ứng Khâm    | Mâu Bân           |
| 2  | Đệ Nhị quân 第二军  | Đàm Diên Khải  | Lý Phú Bân        |
| 3  | Đệ Tam quân 第三军  | Chu Bồi Đức    | Chu Khắc Tĩnh     |
| 4  | Đệ Tứ quân 第四军   | Lý Tế Thâm     | Liệu Can Ngũ      |
| 5  | Đệ Ngũ quân 第五军  | Lý Phúc Lâm    | Lý Lãng Như       |
| 6  | Đệ Lục quân 第六军  | Trình Tiềm     | Lâm Bá Cừ         |
| 7  | Đệ Thất quân 第七军 | Lý Tông Nhân   | Hoàng Thiệu Hoành |
| 8  | Đệ Bát quân 第八军  | Đường Sinh Trí | Lưu Văn Đảo       |

### Bắc phạt

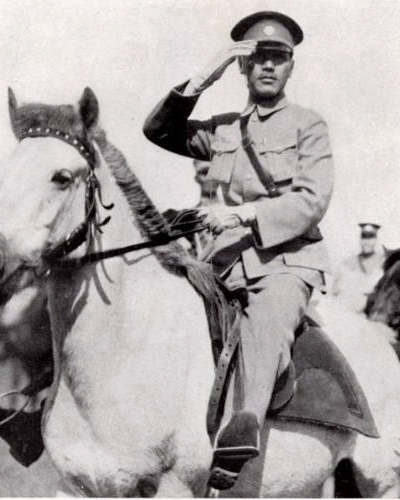
Đại thống lĩnh Tưởng Giới Thạch, Tổng tư lệnh Quốc dân Cách mệnh Quân, nổi lên từ cuộc chiến tranh Bắc phạt như là một nhà lãnh đạo của Trung Quốc.

Tháng 7 năm 1926, lực lượng Quốc dân Cách mệnh Quân bắc đầu chiến dịch Bắc phạt, với binh lực gồm 8 quân đoàn, ước tính tổng cộng 10 vạn quân. Tưởng Giới Thạch đảm nhậm chức vụ Tổng tư lệnh, Lý Tế Thâm làm Tham mưu trưởng, Bạch Sùng Hy làm Phó tham mưu trưởng, Đặng Diễn Đạt làm Chủ nhiệm Chính trị bộ, Chu Ân Lai làm Phó chủ nhiệm Chính trị bộ. Bấy giờ, rất nhiều đảng viên Cộng sản giữ các chức vụ quan trọng trong Cách mệnh Quân, phát huy được vai trò cốt cán, tiên phong. Ngoài ra, bên cạnh Tưởng Giới Thạch, còn có các chỉ huy Quốc dân Cách mệnh Quân nổi tiếng khác như Đỗ Duật Minh và Trần Thành. 

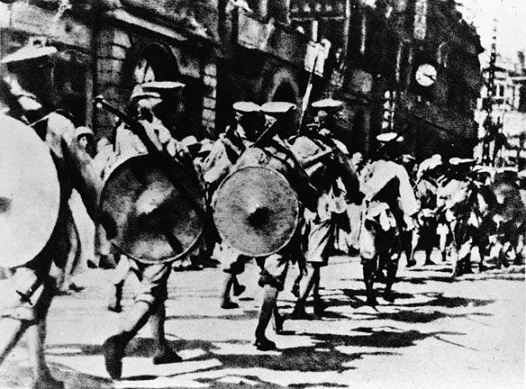
Các binh sĩ Quốc dân Cách mệnh Quân tiến vào tô giới Anh ở Hán Khẩu trong cuộc Bắc phạt.

Ban đầu, quân Bắc phạt gồm các quân đoàn IV, VII, VIII theo các hướng Hồ Nam, Hồ Bắc tấn công quân phiệt Ngô Bội Phu. Các quân đoàn II, III, VI tiến công bao vây Giang Tây. Tháng 12 năm 1926, Bộ Tổng tư lệnh Quốc dân Cách mệnh Quân dời đến Nam Xương, tháng 1 năm 1927 điều chỉnh lại chiến lược, quân đoàn VII tiến quân theo bờ trái sông Trường Giang, các quân đoàn II, VI tiếng theo bờ phải tấn công Giang Tây. Quân đoàn I và III cùng tấn công Chiết Giang, tiến lên Thượng Hải. Đến tháng 4, chủ lực của quân phiệt Tôn Truyền Phương bị đánh bại. Cuộc chiến Bắc phạt của Cách mệnh Quân xem như giành được thắng lợi ban đầu.
Ngày 26 tháng 4 năm 1927 phát sinh sự kiện Ninh Hán phân liệt, chính phủ Quốc dân bị chia rẽ thành chính phủ tại Vũ Hán do Uông Tinh Vệ lãnh đạo và chính phủ tại Nam Kinh do Tưởng Giới Thạch lãnh đạo. Sự kiện này, cùng với việc thanh trừng các đảng viên Cộng sản trong nội bộ Quốc dân Đảng và Quốc dân Cách mệnh Quân đã làm hao tổn nguyên khí, cuộc chiến Bắc phạt bị chững lại, khơi mào cho quá trình tranh chấp vũ trang Quốc - Cộng. Hệ thống Đại biểu Đảng và Chính trị bộ bị bãi bỏ. Phía Trung Quốc Cộng sản Đảng lên án các hành vi thanh trừng và chỉ trích Quốc dân Cách mệnh Quân là "Tân quân phiệt".
Sau cuộc thanh trừng, mâu thuẫn nội bộ Quốc dân Đảng tạm thời được dàn xếp khi vào tháng 7, Uông Tinh Vệ tuyên bố quy phục chính phủ của Tưởng tại Nam Kinh. Đáp lại, tháng 8, Tưởng tuyên bố từ chức Tổng tư lệnh Bắc phạt. Nhân cơ hội, Tôn Tuyền Phương thừa cơ phản công, nhưng bị Lý Tông Nhân, Hà Ứng Khâm, Bạch Sùng Hy đánh bại. Nhận thấy ngoài Tưởng không ai có thể nhận vai trò Tổng tư lệnh, chính phủ Quốc dân một lần nữa mời Tưởng vào chức vụ Tổng tư lệnh. Tháng 1 năm 1928, Tưởng phục chức, tiếp tục chiến dịch Bắc phạt, với sự hợp tác của Quốc dân Quân của quân phiệt Phùng Ngọc Tường và Cách mệnh Quân của quân phiệt Diêm Tích Sơn. Lực lượng Quốc dân Cách mệnh Quân được tổ chức tăng cường lên thành 4 tập đoàn quân, lần lượt do Tưởng Giới Thạch, Phùng Ngọc Tường, Diêm Tích Sơn và Lý Tông Nhân làm Tư lệnh. Tháng 6, quân phiệt Trương Tác Lâm thối xuất ra ngoài Sơn Hải quan, bị người Nhật kích bom giết chết. Quốc dân Cách mệnh Quân tiến vào Bắc Kinh. Tháng 12, Trương Học Lương tuyên bố "Đông Bắc trở cờ", quy phục chính phủ Quốc dân. Bắc phạt được xem là đã kết thúc. Mặc dù thời điểm này xem là kết thúc Thời kỳ quân phiệt, nhưng ở quy mô nhỏ hơn, các lãnh chúa quân phiệt vẫn tiếp tục hoạt động cho đến hết thập kỷ 1940.

### Hiện đại hóa quân đội
Năm 1927, sau khi sự hợp tác Quốc - Cộng lần thứ nhất tan vỡ, quyết sách của các lãnh đạo Quốc dân đảng là thanh trừng các thành viên cánh tả và chủ yếu là loại bỏ ảnh hưởng của Liên Xô ngay cả trong hàng ngũ của mình. Tưởng Giới Thạch sau đó quay lại nhờ đến sự giúp đỡ của người Đức, vốn có một lịch sử quân sự hùng mạnh, để tổ chức lại và hiện đại hóa các đơn vị Quốc dân Cách mệnh Quân. Chính quyền Cộng hòa Weimar đã gửi các cố vấn đến Trung Quốc, nhưng vì các hạn chế bởi những điều khoản của Hòa ước Versailles, họ không thể phục vụ trong quân đội. Tưởng ban đầu yêu cầu các tướng lĩnh nổi tiếng như Ludendorff và von Mackensen làm cố vấn; nhưng chính quyền Cộng hòa Weimar đã bác bỏ yêu cầu này vì lo ngại sự nổi tiếng của họ sẽ làm mất lòng các quốc gia Đồng Minh.
Khi Adolf Hitler đã trở thành Thủ tướng trong năm 1933 và chối bỏ Hiệp ước Versailles, Đảng Quốc xã chống Cộng và Quốc dân đảng chống Cộng đã sớm tham gia vào sự hợp tác chặt chẽ. Người Đức huấn luyện và giúp phía Trung Hoa Dân quốc cơ sở hạ tầng, trong khi Trung Hoa Dân quốc mở cửa thị trường và tài nguyên thiên nhiên cho Đức. Max Bauer là cố vấn đầu tiên cho Trung Hoa Dân quốc.
Năm 1934, Hans von Seeckt, được xem như là cố vấn cho Tưởng, đã đề xuất một "Kế hoạch 80 sư đoàn", cải cách toàn bộ lực lượng sự chính quy của Trung Quốc vào 80 sư đoàn được huấn luyện tốt, trang bị tốt, và được tổ chức theo kiểu Đức. Kế hoạch không bao giờ có thể thực hiện bởi sự chống đối từ các lãnh chúa quân phiệt khi các đơn vị dưới quyền họ có thể sẽ bị sáp nhập hoặc giải tán. Hơn nữa, nạn tham nhũng và gian lận rất phổ biến, đặc biệt là trong các đơn vị biên chế thiếu (tình trạng của hầu hết các đơn vị), việc cải cách cấu trúc quân sự sẽ đe dọa các tư lệnh của các đơn vị có nhiều quân số "ma". Vì vậy, tính đến tháng 7 năm 1937, chỉ có 8 sư đoàn bộ binh đã hoàn thành tổ chức lại và đào tạo. Đó là những sư đoàn 3, 6, 9, 14, 36, 87, 88, và Sư đoàn Huấn luyện.
Trong Chiến tranh Trung-Nhật, các lực lượng Cộng sản đã chiến đấu với danh nghĩa như là một phần của Quốc dân Cách mệnh Quân, dưới phiên hiệu Bát lộ quân và Tân Tứ quân. Trong cuộc Nội chiến, các đơn vị Quốc dân Cách mệnh Quân thường gặp vấn đề lớn bởi nạn đào ngũ, khi mà nhiều người lính của họ đã chuyển đổi phe để chiến đấu cho những người Cộng sản.

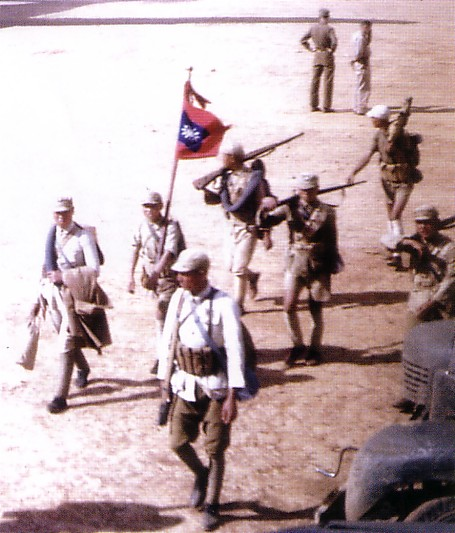
Quốc dân Cách mệnh Quân trong Thế chiến thứ hai

Trong Thế chiến thứ hai, Quốc dân Cách mệnh Quân cũng gởi các binh đoàn của mình để tham chiến cùng Đồng Minh tại Ấn Độ và Burma.

## Cấu trúc
Cơ quan lãnh đạo tối cao của Quốc dân Cách mệnh Quân là Quốc dân Chính phủ Quân sự Ủy viên hội (國民政府軍事委員會), gọi tắt là Quân ủy Hội. Dưới sự chủ trì của Tưởng Giới Thạch, nó chỉ đạo trực tiếp các hoạt động chỉ huy và tham mưu. Đến năm 1937, Bộ Tổng tham mưu được thành lập dưới sự lãnh đạo của Tổng tham mưu trưởng, tướng Hà Ứng Khâm, trở thành cơ quan giúp việc của Quân ủy Hội, chỉ đạo các lực lượng trên không, trên biển và trên bộ của Quốc dân Cách mệnh Quân.
Trong suốt thời gian hoạt động của mình, Quốc dân Cách mệnh Quân được cho là đã có 4.300.000 lượt binh sĩ chính quy, chiến đấu trong 515 sư đoàn, trong đó:
- 370 sư đoàn chính thức (正式師)
- 46 sư đoàn tân biên (新編師)
- 12 sư đoàn kỵ binh (騎兵師)
- 8 sư đoàn kỵ binh tân biên (新編騎兵師)
- 66 sư đoàn tạm thời (暫編師)
- 13 sư đoàn dự bị (預備師)

Tuy nhiên, rất nhiều sư đoàn được thành lập từ hai hay nhiều bộ phận khác, và đã không hoạt động cùng một lúc. Thường một sư đoàn tân biên được tạo ra để thay thế và được mang phiên hiệu cũ của sư đoàn chính thức đã bị thiệt hại. Do đó, số lượng các sư đoàn đang hoạt động ở bất kỳ thời điểm đều nhỏ hơn nhiều so số phiên hiệu lớn nhất. Trung bình, một sư đoàn Quốc dân Cách mệnh Quân có khoảng 5.000–6.000 quân, các sư đoàn lục quân chính quy có thể lên đến 10.000–15.000 quân, tương đương với một sư đoàn Lục quân Đế quốc Nhật Bản.

### Tổ chức đơn vị

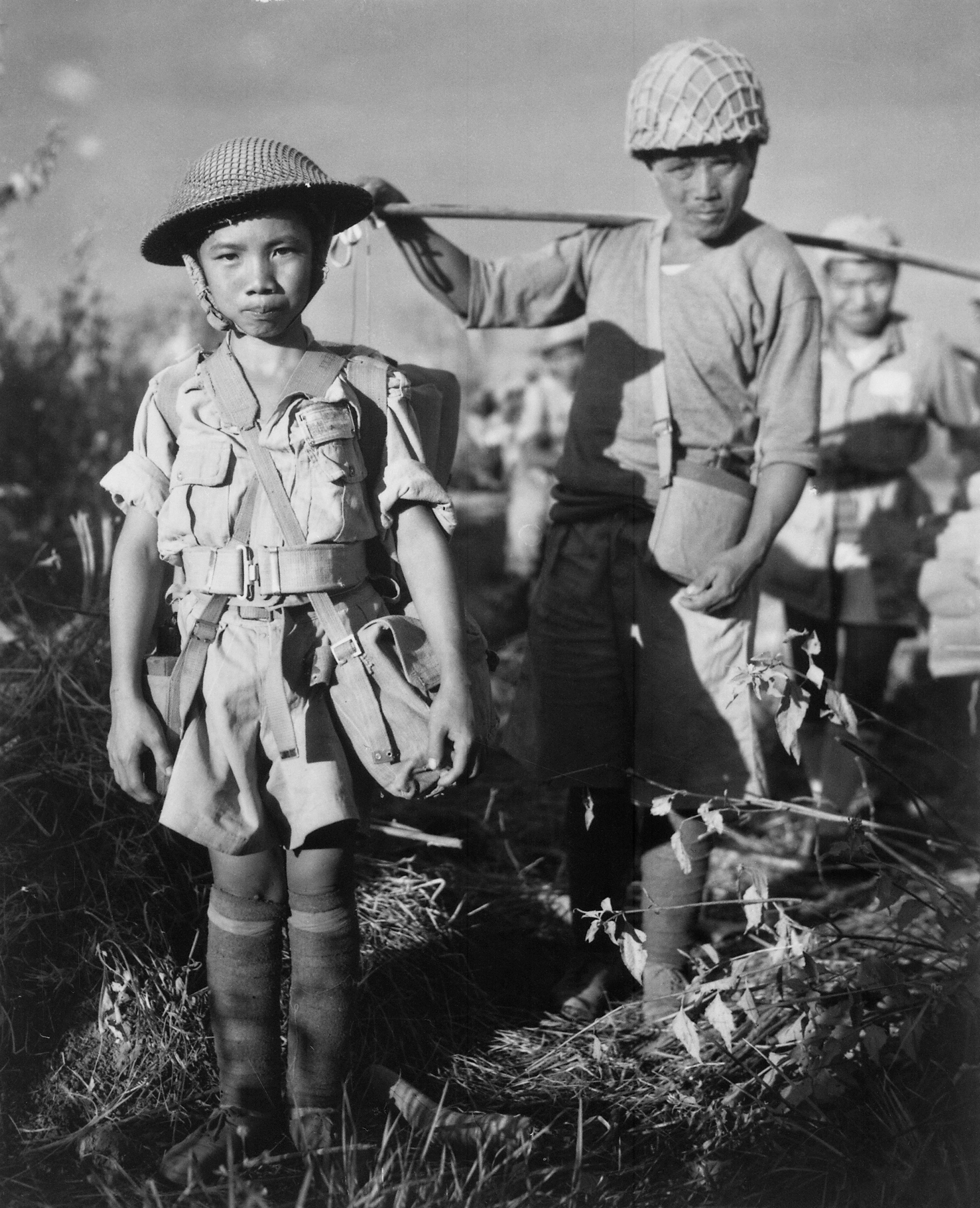
Một binh sĩ trẻ em, khoảng 10 tuổi. Ảnh có thể vào năm 1944.

Tổ chức đơn vị của Quốc dân Cách mệnh Quân như sau: (lưu ý rằng một đơn vị không nhất thiết phải phụ thuộc vào đơn vị trên nó, một số trung đoàn có thể trực thuộc trực tiếp cấp quân đoàn)
Tổng tư lệnh Quốc dân Cách mệnh Quân từ năm 1925 đến năm 1947 là Đại thống lĩnh Tưởng Giới Thạch.
Quân ủy Hội
- Chiến khu ×12 (戰區)
- Binh đoàn ×4 (兵團)
- Cụm tập đoàn quân ×40 (集團軍)
- Lộ quân (路軍)
- Tập đoàn quân ×30 (軍)
- Quân đoàn ×133 (軍團)
- Sư đoàn (師)
- Lữ đoàn (旅)
- Trung đoàn (團)
- Tiểu đoàn (營)
- Đại đội (連)
- Trung đội (排)
- Tiểu đội (班)